# Prime time serial
Les prime time serials, (en français feuilletons de première partie de soirée) — ou nighttime serials — sont les feuilletons hebdomadaires de soirée des pays anglophones. Ils durent souvent plusieurs années, mais leur rythme hebdomadaire ne leur fait guère dépasser trois cents épisodes, pour les plus longs d'entre eux (le plus long étant Peyton Place, avec 514 épisodes, mais il était bihebdomadaire). En anglais prime time signifie milieu de soirée (21h00) et serial signifie feuilleton. 
Le soap opera est quant à lui un feuilleton quotidien passant à l'heure du midi, avec un budget moindre que celui d'un prime time serial. Les prime time serials sont des feuilletons avec un budget important diffusé en première ou deuxième partie de soirée, hebdomadaires et tournés en partie à l'extérieur avec des acteurs vedettes du petit écran.

## Liste deprime time serialsayant été diffusés en France
- Beverly Hills 90210
- Brentwood (Pacific Palisades)
- Central Park West
- Côte Ouest (Knots Landing)
- Couleur Pacifique (Malibu Shores)
- Dallas
- Dallas (2012)
- Desperate Housewives
- 2000, avenue de l'océan (2000 Malibu Road)
- Dirty Sexy Money
- Double Jeu (Deception)
- Dynastie (Dynasty)
- La Dynastie des Forsyte (The Forsyte Saga)
- Dynastie II - Les Colby (Dynasty II - The Colbys)
- Dynastie (2017) (Dynasty)
- Falcon Crest
- Filthy Rich (2020)
- Flamingo Road
- Les Héritiers (Rich Man, Poor Man - Book II)
- Homefront
- La Loi de Los Angeles (LA Law)
- La Malédiction de Collinwood (Dark Shadows)
- Melrose Place
- Melrose Place : Nouvelle Génération (Melrose Place)
- Mistresses
- Models Inc.
- Mystères à Santa Rita ou Cadillac Blues (Second Chances puis Hotel Malibu)
- Mystères à Twin Peaks (Twin Peaks)
- North Shore : Hôtel du Pacifique (North Shore)
- Paper Dolls
- Pasadena
- Peyton Place
- 90210 Beverly Hills : Nouvelle Génération (90210)
- Le Riche et le Pauvre (Rich Man, Poor Man)
- Savannah
- Scandales à l'Amirauté (Emerald Point N.A.S.)
- Soap
- Tant qu'il y aura des hommes (en) (From Here to Eternity)
- Titans
- Twin Peaks: The Return

## Prime time serialsinédits en France
- Bare Essence (en)
- Beacon Hill (en)
- Behind the Screen (en)
- Berrenger's (en)
- Blood and Oil
- Cliffhangers (en)
- Executive Suite (en)
- Filthy Rich (en) (1982)
- For Love and Honor (it)
- Fresno (en)
- Good & Evil (en)
- Grand (en)
- Hail to the Chief
- Husbands, Wives & Lovers (en)
- If Loving You Is Wrong
- King's Crossing (en)
- New Amsterdam
- Our Family Honor (en)
- Our Private World (en)
- Push (en)
- Secrets of Midland Heights (en)
- The Hamptons (en)
- The Long, Hot Summer (en)
- The Monroes (en)
- The Oval
- The Round Table (en)
- The Survivors (en)
- The Yellow Rose (en)